# Округ Калхун (Ајова)
Округ Калхун (енгл. Calhoun County) је округ у америчкој савезној држави Ајова.

## Демографија
По попису из 2010. године број становника је 9.670, што је 1.445 (-13,0%) становника мање 2000. године.
| Група             | 2000.          | 2010.         |
| Белци             | 10.849 (97,6%) | 9.470 (97,9%) |
| Афроамериканци    | 77 (0,7%)      | 22 (0,2%)     |
| Азијати           | 20 (0,2%)      | 21 (0,2%)     |
| Хиспаноамериканци | 100 (0,9%)     | 90 (0,9%)     |
| Укупно            | 11.115         | 9.670         |